# سوندرووکا
سوندرووکا (به لهستانی:  Swędrówka) یک روستا در لهستان است که در گمینا بیشتنک واقع شده‌است. سوندرووکا ۲۰ نفر جمعیت دارد.